# Lista Nacional de Agentes Cancerígenos para Humanos
A Lista Nacional de Agentes Cancerígenos para Humanos (LINACH) foi publicada pelos Ministérios do Trabalho e Emprego, da Saúde e da Previdência Social, através da Portaria Interministerial n. 9, de 7 de outubro de 2014.
Embora não se restrinja a agentes cancerígenos relacionados ao trabalho, a LINACH foi criada em cumprimento ao Plano Nacional de Segurança e Saúde no Trabalho (Plansat), divulgado em 27 de abril de 2012, no qual consta a ação número 4.4.1 (estabelecimento e divulgação de listagem nacional de substâncias carcinogênicas), visando a adoção de medidas especiais ante fatores de riscos ocupacionais à saúde.
A LINACH resultou da tradução da lista de agentes estudados nas monografias (volumes de 1-114) da Agência Internacional para a Investigação do Câncer (IARC), da Organização Mundial da Saúde (OMS), classificados como carcinogênicos para humanos (grupo 1); provavelmente carcinogênicos para humanos (grupo 2A); e possivelmente carcinogênicos para humanos (grupo 2B).